# Liste der Baudenkmäler in Weismain
Auf dieser Seite sind die Baudenkmäler in der oberfränkischen Stadt Weismain zusammengestellt. Diese Tabelle ist eine Teilliste der Liste der Baudenkmäler in Bayern. Grundlage ist die Bayerische Denkmalliste, die auf Basis des Bayerischen Denkmalschutzgesetzes vom 1. Oktober 1973 erstmals erstellt wurde und seither durch das Bayerische Landesamt für Denkmalpflege geführt wird. Die folgenden Angaben ersetzen nicht die rechtsverbindliche Auskunft der Denkmalschutzbehörde.

## Ensembles

### Ensemble Altstadt Weismain
Das Ensemble (Lage) umfasst den historischen Stadtkern innerhalb seines deutlich nachvollziehbaren, spätmittelalterlichen Befestigungsrings. Eine karolingische Siedlung wurde 1972/73 westlich des gleichnamigen Flusses, westlich der heutigen Kernstadt, archäologisch nachgewiesen. Östlich der Weismain legten die Andechs-Meranier, deren Sitz die nahe Burg Niesten war, im frühen 13. Jahrhundert die heutige Planstadt an. Die seit dem 13. Jahrhundert befestigte und nach den Hussiteneinfällen 1431 zusätzlich mit einem Stadtgraben versehene Stadt schloss im Nordwesten die Pfalz der Andechs-Meranier ein. Nach dem Aussterben dieses Geschlechtes übernahm das Hochstift Bamberg spätestens 1250 die Herrschaft über den Ort, der 1313 „Stadt“ genannt wurde. Vom späten 14. Jahrhundert bis 1710 befand sich der Amtssitz auf der Burg Niesten, Kastenhof und Vogtei waren in der Stadt. Der wirtschaftlichen Blüte im 16. und frühen 17. Jahrhundert, wohl auf der Grundlage der Woll- und Textilproduktion, folgte eine starke Zerstörung im Dreißigjährigen Krieg mit 70 Prozent Einwohnerverlust, zusätzlich gingen 60 Prozent der Wohnhäuser und rund 100 Prozent der Scheunen verloren. Mit dem Hochstift Bamberg kam die Stadt 1803 zum Königreich Bayern. Die Ansätze zur industriellen Entwicklung im beginnenden 19. Jahrhundert waren im Bereich der Lebensmittelproduktion teilweise erfolgreich. Entfestigungsmaßnahmen fanden im bescheidenen Ausmaß statt, so 1871 der Abriss des Stadttores an der Burgkunstädter Straße. Ihre überörtlichen administrativen Funktionen verlor die Stadt, die keinen Eisenbahnanschluss erhalten hatte, bis 1959. Innerhalb des zu etwa drei Vierteln erhaltenen Befestigungs- und Grünrings bildet der breite Straßenraum Am Markt das Rückgrat der planmäßigen Stadtstruktur. Die Häuserzeilen an der West- und Südostseite sind geschlossen, vornehmlich zweigeschossige Fachwerkgebäude des 16. bis 18. Jahrhunderts prägen das Bild. Ausnahmen mit einer herausragenden Größe des Baukörpers sind das so genannte Neydeckerhaus Am Markt 5 von 1590 und das um 1543 errichtete Rathaus Am Markt 19. Im Nordwesten befindet sich die Pfarrkirche mit einem Turm aus dem 15./16. Jahrhundert, dem Chor von 1538 und einem Langhaus aus den Jahren 1890/91. Hinter dem Areal der Kirche liegt der Kastenhof mit barocken Gebäuden. Im Bereich des Kirchplatzes und bei einzelnen Vertretern am Markt befindet sich eine Anzahl relativ einfach gestalteter barocker Wohnhäuser. An der Südostseite des Marktes wurden in der zweiten Hälfte des 20. Jahrhunderts in Einzelfällen historisierende Anpassungen von Fassaden vorgenommen. Die Von-Rudhart-Straße ist die einzige durchgängige Seitenstraße parallel zum Marktbereich. Da die Hausparzellen des Marktes bis zur Straße reichen, ist sie im Wesentlichen nur einseitig bebaut. Die historische Bedeutung der Sackgasse Hölle liegt in der Einführung eines Seitenarms der Weismain in die befestigte Stadt in diesem Quartier. Auch die Silhouette des am Rande des nördlichen Frankenjuras gelegenen Ortes wird von der Pfarrkirche und den beiden großen Profanbauten Am Markt bis weit in das Weismaintal dominiert. Aktennummer: Nummer=E-4-78-176-1.

## Stadtbefestigung
Die Stadtbefestigung besteht aus einem einfachen Bering mit einer Stadtmauer aus Sandsteinquadern, die im Kern dem 14. Jahrhundert entstammt und im 15. und 18. Jahrhundert erneuert und ausgebaut wurde. Der zugehörige, vor dem Südwestzug und dem Nordteil der nordöstliche Mauer erhaltene Stadtgraben, ist eine Anlage des 15. Jahrhunderts mit Futtermauer. Aktennummer: D-4-78-176-173.

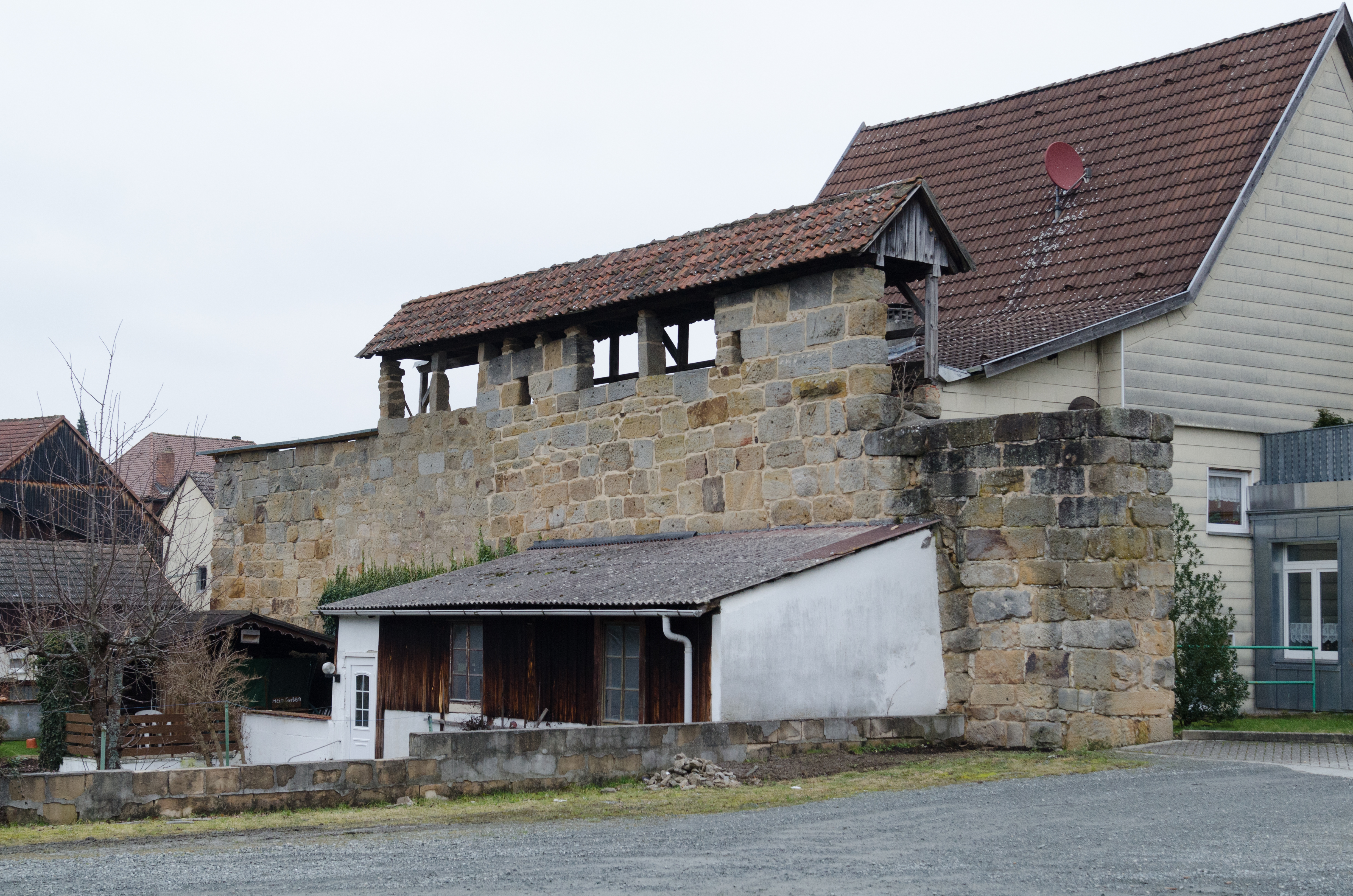
Stadtmauer bei Hölle 10 (Lage)
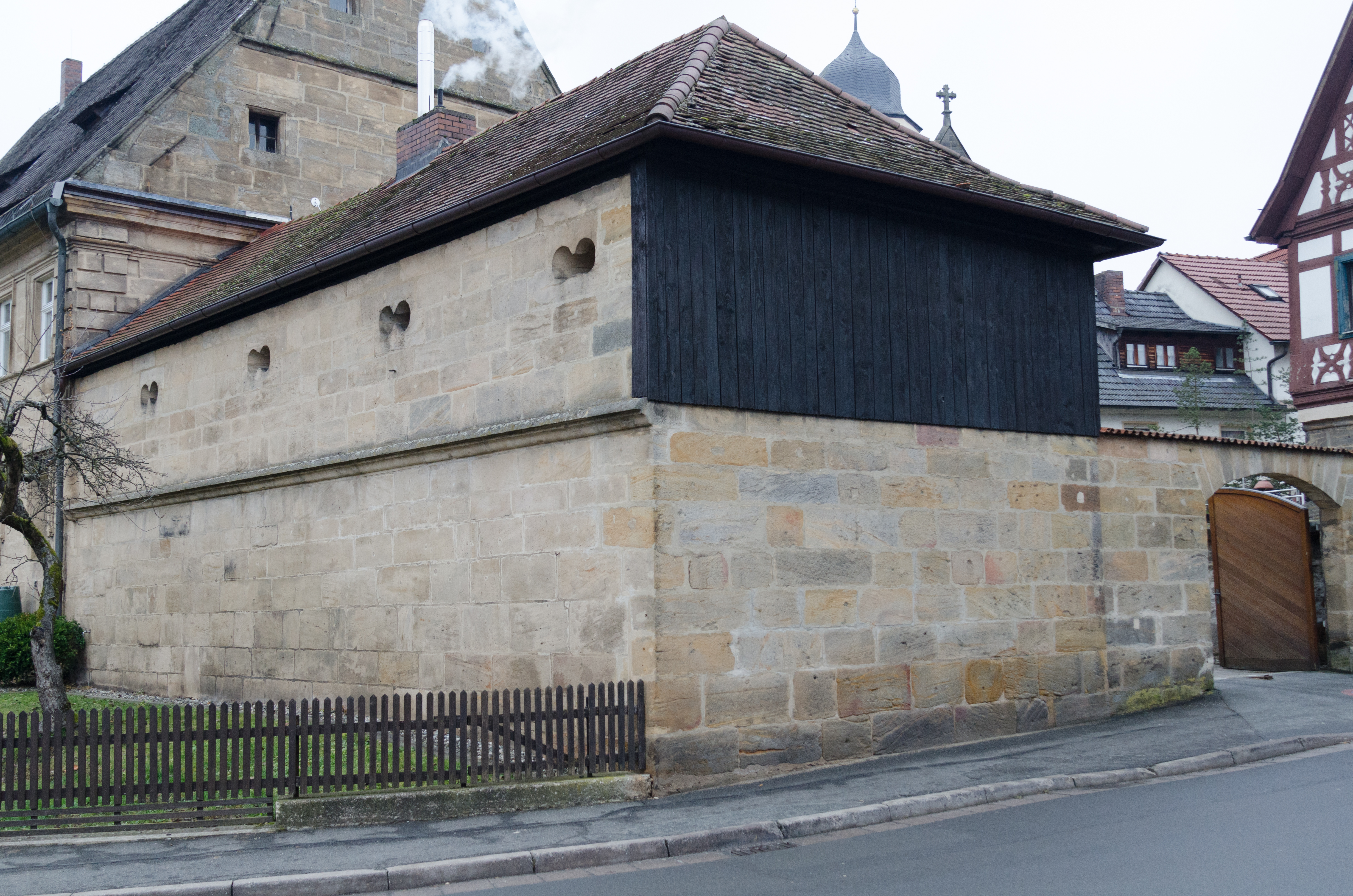
Stadtmauer bei Kirchplatz 5 (Lage)
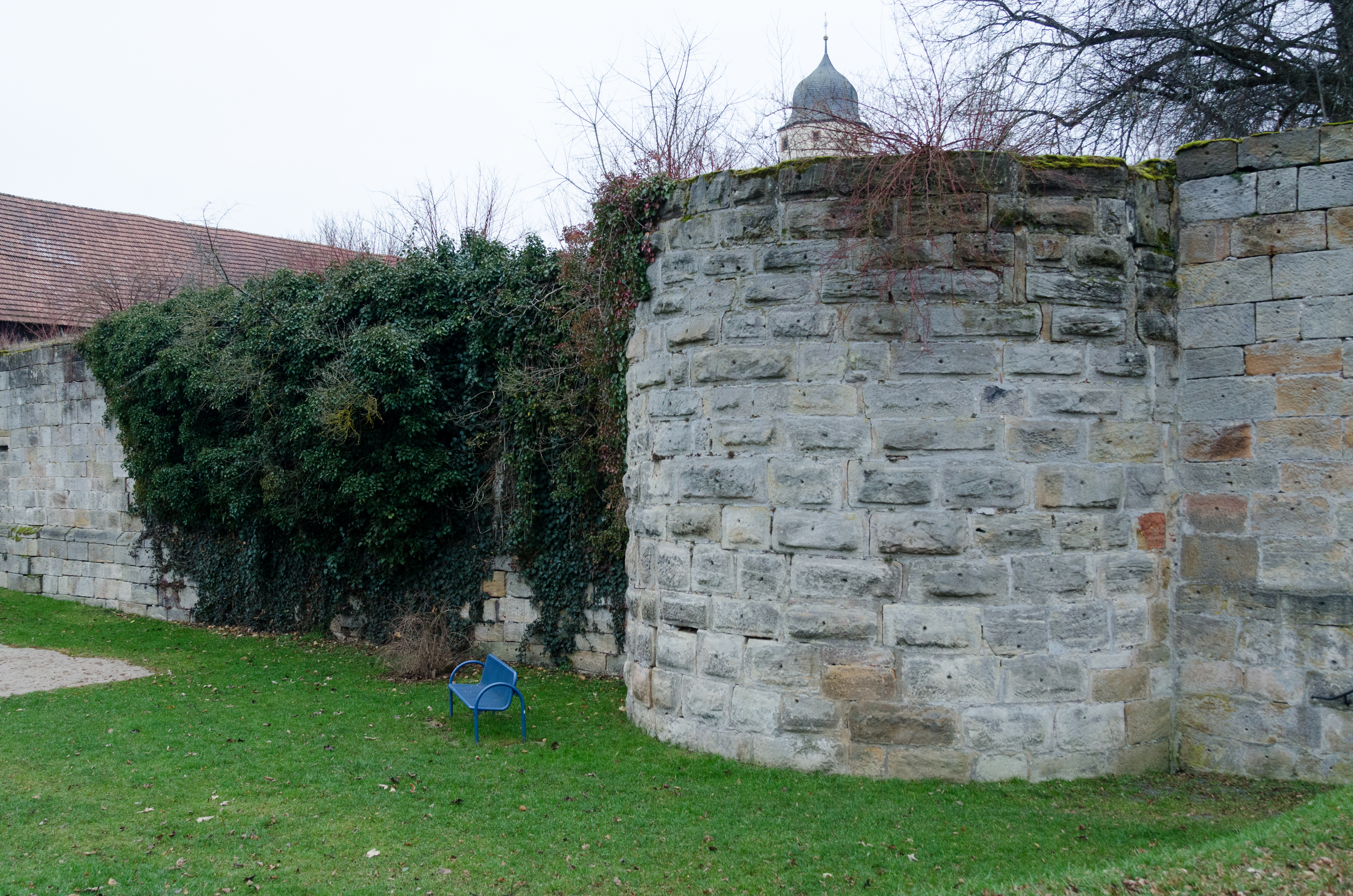
Halbschalenturm am Festungsweg (Lage)
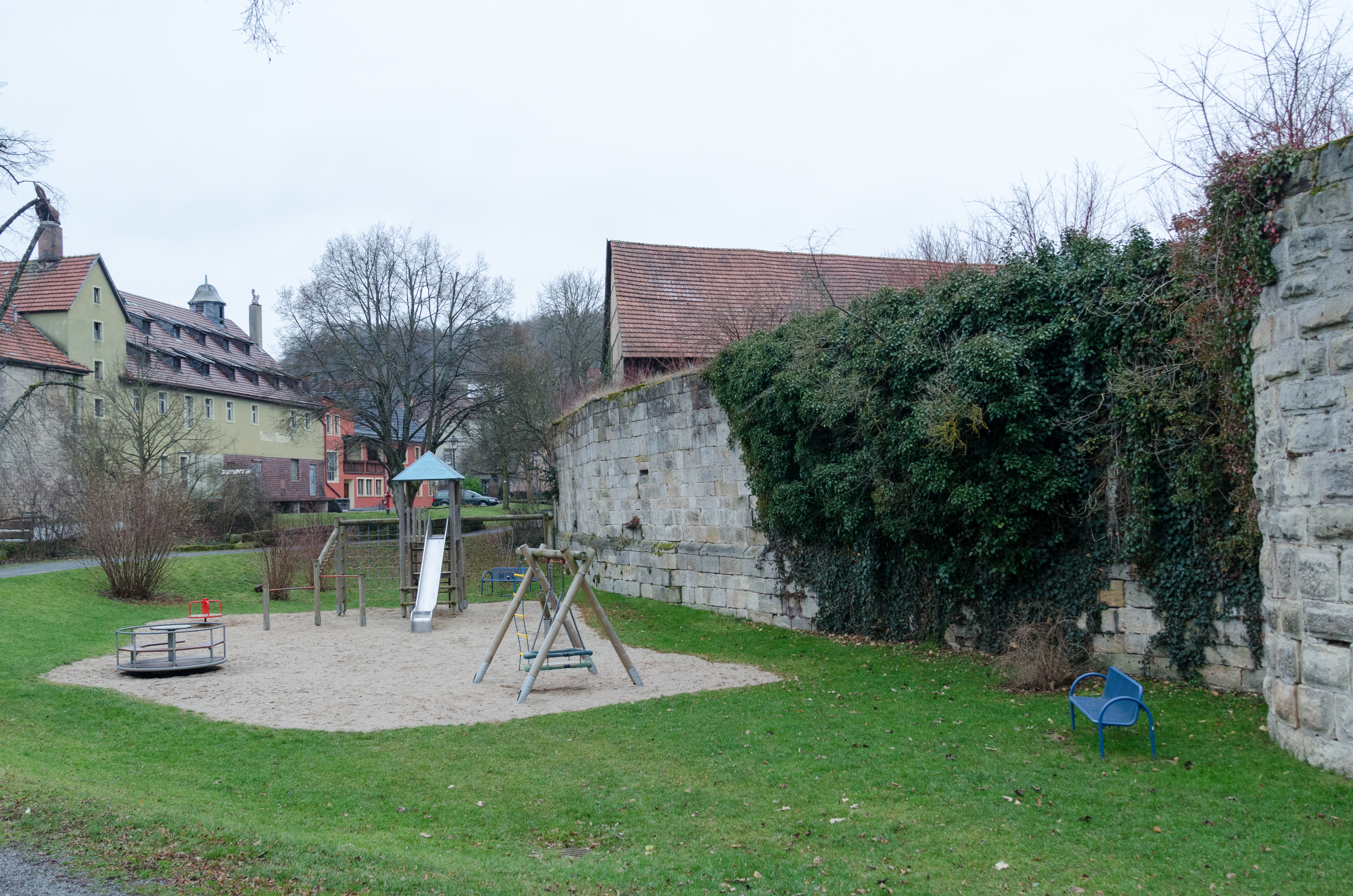
Stadtmauer am Festungsweg
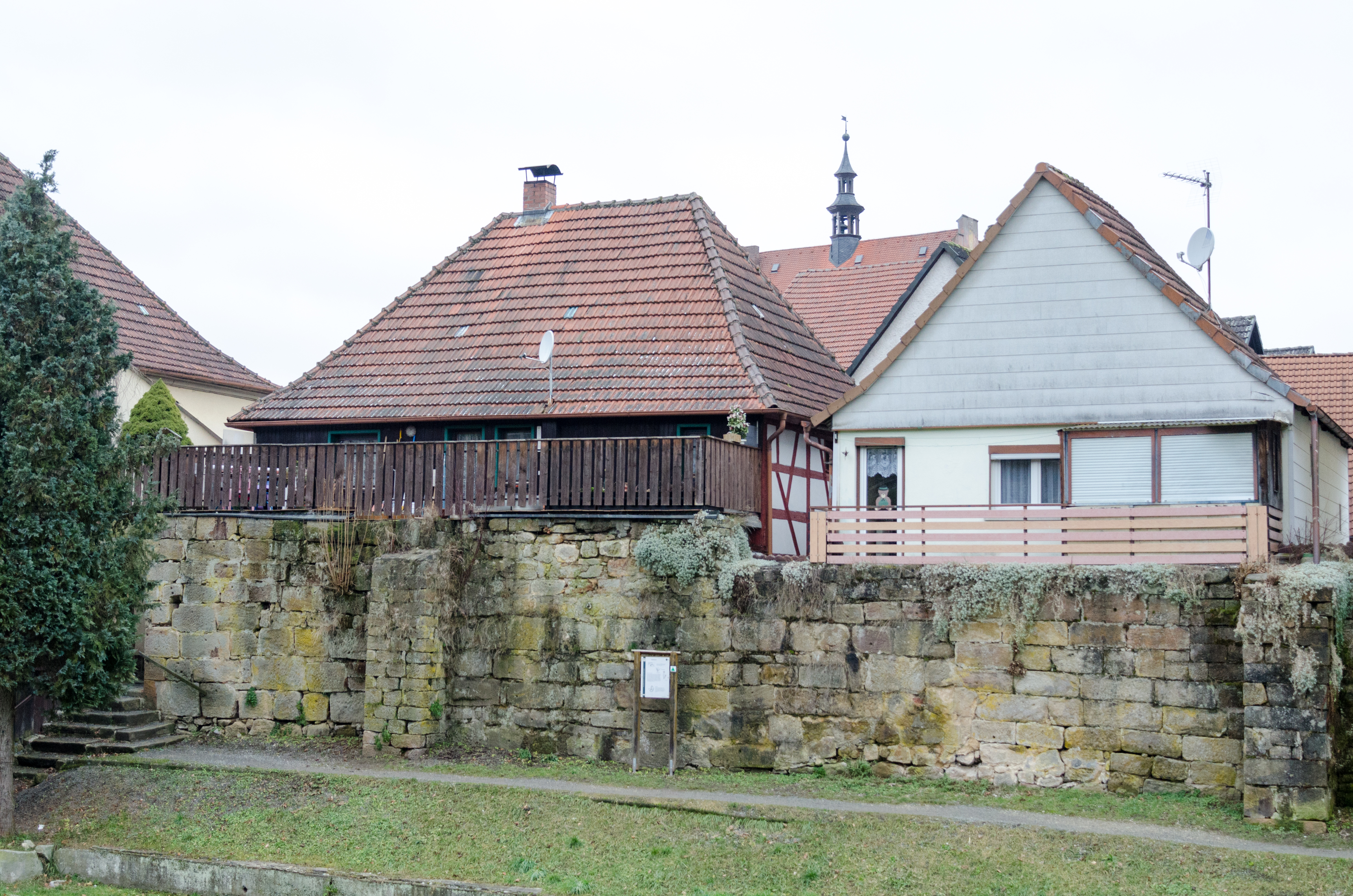
Stadtbefestigung bei Von-Rudhart-Straße 11 (Lage)
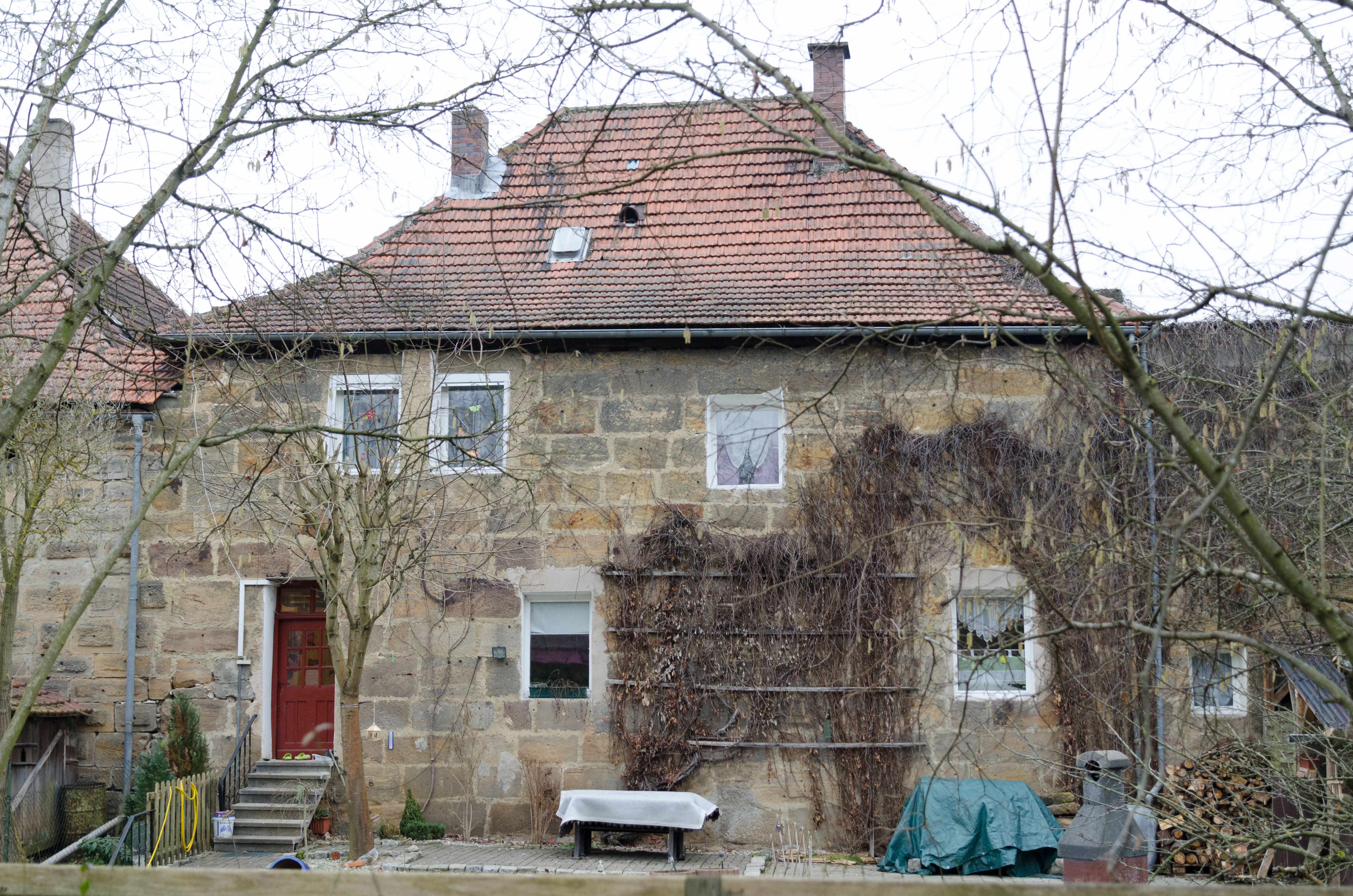
Stadtbefestigung bei Von-Rudhart-Straße 13 (Lage)
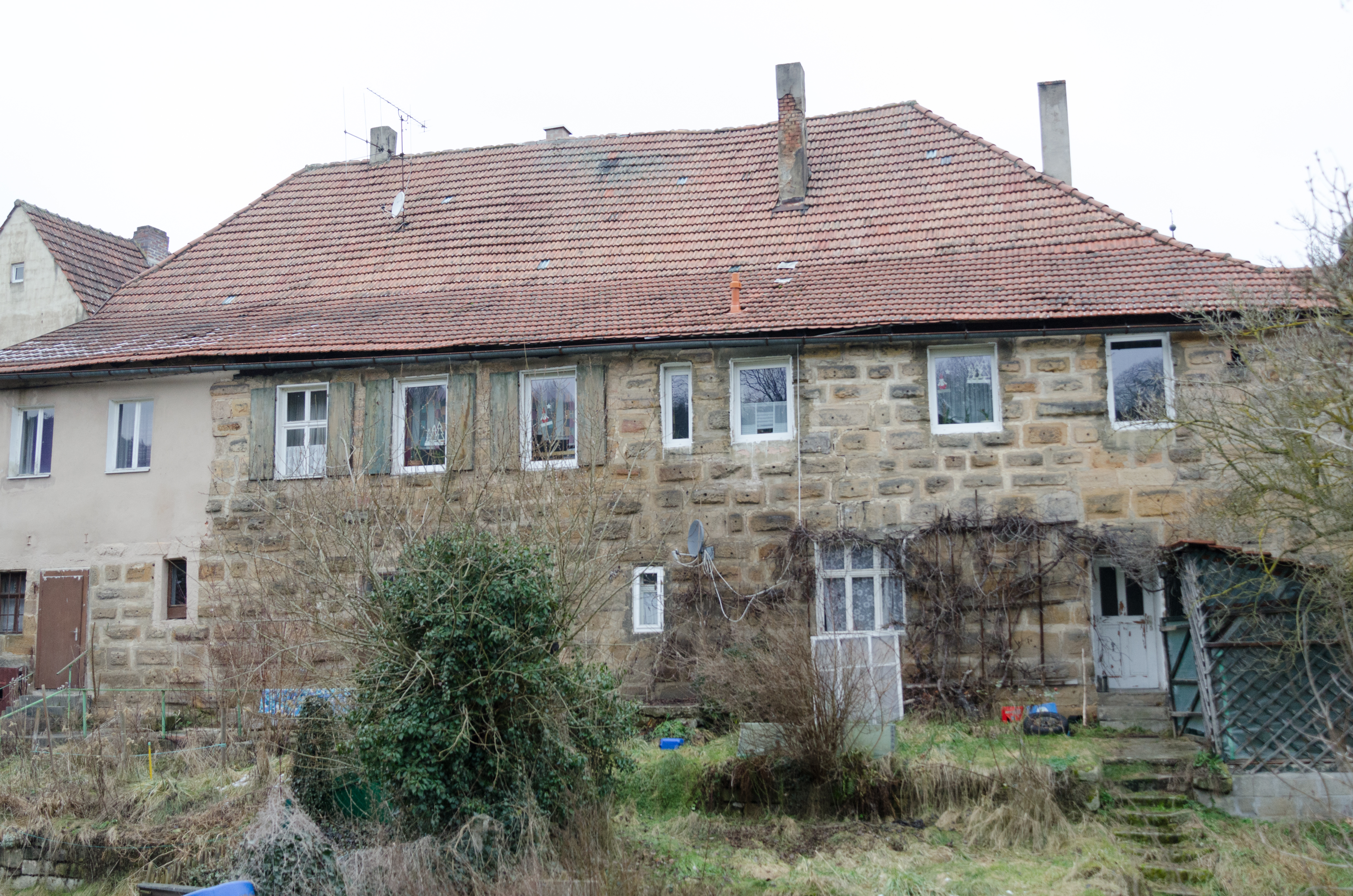
Stadtbefestigung bei Von-Rudhart-Straße 15 (Lage)
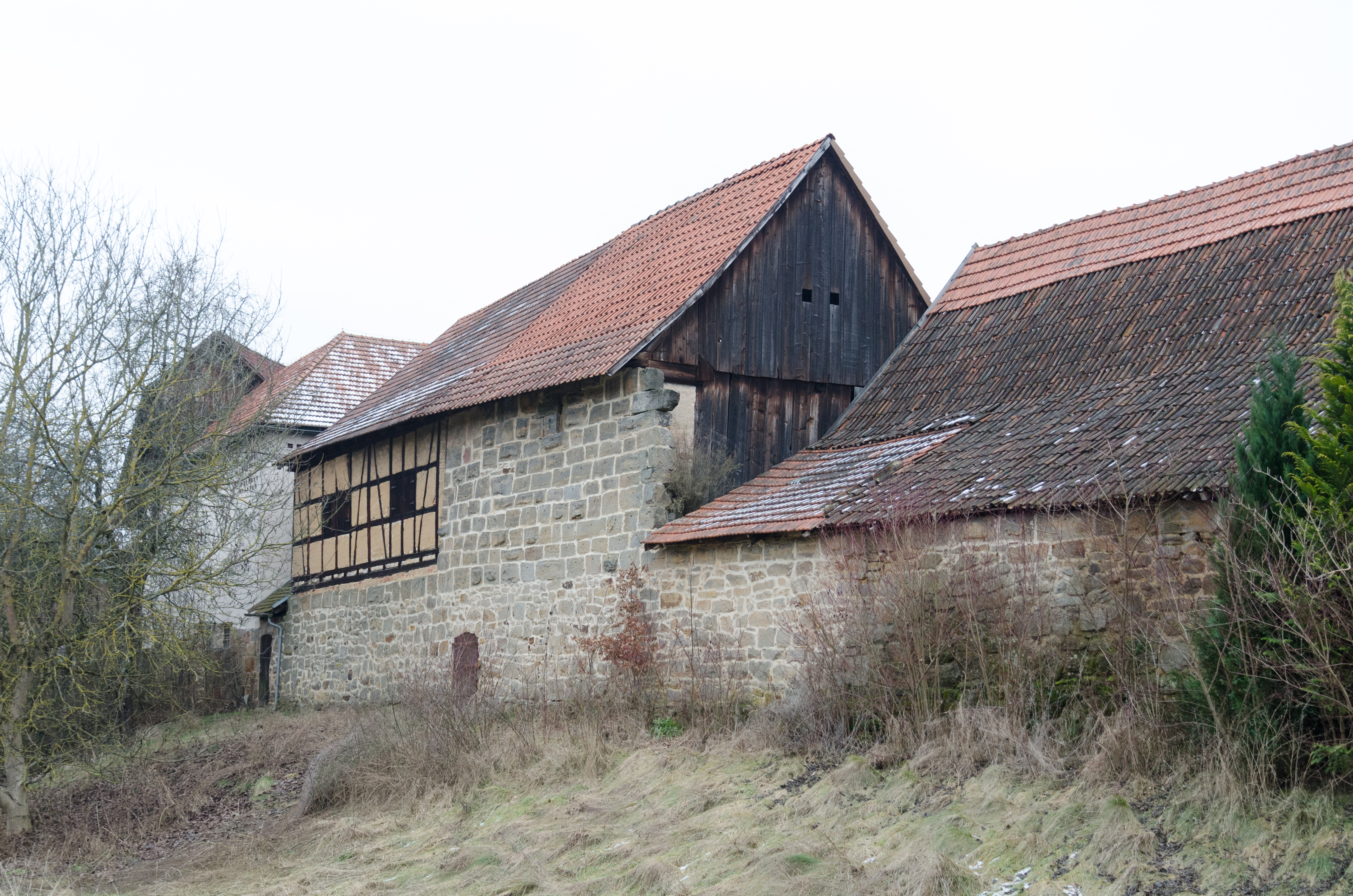
Stadtbefestigung bei Von-Rudhart-Straße 21 (Lage)

| Lage                     | Objekt           | Beschreibung | Akten-Nr.      | Bild           |
| ------------------------ | ---------------- | --- | -------------- | -------------- |
| Kirchplatz 15 (Standort) | Stadtbefestigung | Einfacher Bering aus Sandsteinquadern, im Kern 14. Jh., Ausbauten und Erneuerungen des 15./18. Jh.                                                                | D-4-78-176-173 | BW             |
| In Weismain (Standort)   | Runder Wehrturm  | Ehemaliger Schalenturm, Sandsteinbossenquaderturm, wohl von 1516, Wappenstein des Bamberger Fürstbischofs Georg III. Erbschenk von Limpurg, Haube 18. Jahrhundert | D-4-78-176-3   | weitere Bilder |
| Oberes Tor 2 (Standort)  | Oberes Tor       | Zweigeschossiger Torbau mit Walmdach, Sandsteinquader, spätmittelalterlichem Untergeschoss, Obergeschoss spätes 18. Jahrhundert                                   | D-4-78-176-1   | weitere Bilder |
| Oberes Tor 2 (Standort)  | Oberer Torturm   | Viergeschossiger quadratischer Sandsteinquaderbau mit Zeltdach, 14./15. Jahrhundert                                                                               | D-4-78-176-2   | weitere Bilder |

## Baudenkmäler nach Gemeindeteilen

### Weismain
| Lage | Objekt                                    | Beschreibung | Akten-Nr.      | Bild                                 |
| --- | ----------------------------------------- | --- | -------------- | ------------------------------------ |
| Am Markt (Standort) | Stadtbrunnen                              | Oktogonales Brunnenbecken aus Sandstein, achteckiger Brunnenpfeiler aus Kalkstein und Sandstein mit Säule, Brunnenfigur eines gerüsteten Ritters aus Sandstein 1572/77 wohl von Pankraz Wagner (eine Kopie davon aus der 2. Hälfte des 19. Jahrhunderts befindet sich im Schlosshof in Mitwitz), Brunnenbecken 1879 | D-4-78-176-73  | weitere Bilder                       |
| Am Markt 3 (Standort) | Wohn- und Geschäftshaus                   | Traufseithaus, zweigeschossig, erste Hälfte 19. Jahrhundert | D-4-78-176-4   | weitere Bilder                       |
| Am Markt 5 (Standort) | Sogenanntes Neydeckerhaus                 | Dreigeschossiges traufständiges Satteldachhaus, zweites Obergeschoss verputztes Fachwerk, bezeichnet „1590“, Umbau von Johann Jakob Michael Küchel 1742 | D-4-78-176-5   | weitere Bilder                       |
| Am Markt 6 (Standort) | Wohn- und Geschäftshaus                   | Zweigeschossiger Walmdachbau, erste Hälfte 19. Jahrhundert | D-4-78-176-6   | weitere Bilder                       |
| Am Markt 7 (Standort) | Wohn- und Geschäftshaus                   | Zweigeschossiges Halbwalmdacheckhaus, wohl 18. Jahrhundert, im Erdgeschoss moderner Ladeneinbau | D-4-78-176-7   | weitere Bilder                       |
| Am Markt 8 (Standort) | Ehemaliger Brauereigasthof Fuchs          | Zweigeschossiger Satteldachbau, 17. Jahrhundert, bezeichnet „1796“ | D-4-78-176-177 | weitere Bilder                       |
| Am Markt 8 (Standort) | Ehemaliger Brauereigasthof Fuchs          | Zugehörige Nebengebäude | D-4-78-176-177 | weitere Bilder                       |
| Am Markt 9 (Standort) | Wohn- und Geschäftshaus                   | Zweigeschossiger Walmdachbau in Ecklage, Sandsteingliederungen, zweites Viertel 19. Jahrhundert, im Erdgeschoss moderner Ladeneinbau | D-4-78-176-8   | weitere Bilder                       |
| Am Markt 11 (Standort)                                                                                                   | Wohn- und Geschäftshaus                   | Zweigeschossiger giebelständiger Satteldachbau in Ecklage, Sandsteingliederungen, um 1800 | D-4-78-176-9   | weitere Bilder                       |
| Am Markt 13 (Standort)                                                                                                   | Sogenanntes Schwertmacherhaus             | Zweigeschossiger Halbwalmdachbau, Fachwerkobergeschoss, Kern um 1600, Fachwerk des 17./18. Jahrhunderts | D-4-78-176-10  | weitere Bilder                       |
| Am Markt 15 (Standort)                                                                                                   | Wohn- und Geschäftshaus                   | Zweigeschossiger Halbwalmdachbau, verputztes Fachwerkobergeschoss, spätes 18. Jahrhundert, Fachwerk des 16./17. Jahrhunderts | D-4-78-176-12  | weitere Bilder                       |
| Am Markt 16 a (Standort)                                                                                                 | Sogenanntes Dietzenhaus                   | Zweigeschossiges Satteldachhaus, Erdgeschoss Sandsteinquader, Obergeschoss und Giebel Sichtfachwerk, 16./17. Jahrhundert | D-4-78-176-165 | weitere Bilder                       |
| Am Markt 17 (Standort)                                                                                                   | Wohn- und Geschäftshaus                   | Zweigeschossiger Halbwalmdachbau, Kern um 1600, im Erdgeschoss moderner Ladeneinbau | D-4-78-176-13  | Wohn- und Geschäftshaus              |
| Am Markt 18 (Standort)                                                                                                   | Wohn- und Geschäftshaus                   | Zweigeschossiges Traufseithaus, Erdgeschoss aus Sandsteinquadern, Fachwerkobergeschoss, um 1600 | D-4-78-176-14  | weitere Bilder                       |
| Am Markt 19 (Standort)                                                                                                   | Rathaus                                   | Dreigeschossiger traufständiger Satteldachbau mit Treppengiebeln, Dachreiter, zweigeschossiges Rückgebäude mit Satteldach, um 1543 | D-4-78-176-15  | weitere Bilder                       |
| Am Markt 20 (Standort)                                                                                                   | Wohn- und Geschäftshaus                   | Zweigeschossiges Traufseithaus, Erdgeschoss aus Sandsteinquadern, Fachwerkobergeschoss, um 1598 | D-4-78-176-16  | weitere Bilder                       |
| Am Markt 22 (Standort)                                                                                                   | Wohn- und Geschäftshaus                   | Zweigeschossiger Traufseitbau, Erdgeschoss aus Sandsteinquadern, verputztes Fachwerkobergeschoss, wohl spätes 16. Jahrhundert | D-4-78-176-17  | weitere Bilder                       |
| Am Markt 23 (Standort)                                                                                                   | Wohn- und Geschäftshaus                   | Zweigeschossiger Halbwalmdachbau, verschiefertes Fachwerkobergeschoss, Erdgeschoss aus der zweiten Hälfte des 16. Jahrhunderts, Zierfachwerk des 17./18. Jahrhunderts | D-4-78-176-18  | weitere Bilder                       |
| Am Markt 24 (Standort)                                                                                                   | Wohn- und Geschäftshaus                   | Zweigeschossiger Halbwalmdachbau, 17./18. Jahrhundert, im Erdgeschoss moderner Ladeneinbau, Erdgeschoss von 1610, erbaut vom Kürschner Otto Schönfelder. Ober- und Dachgeschoss aus dem 17./18. Jahrhundert. Im Rathaus von Weismain ist eine Inschrifttafel mit Familienwappen der Schönfelder und der Jahreszahl 1610 erhalten. Sie befand sich einst vermutlich an der Fassade des Hauses. | D-4-78-176-19  | weitere Bilder                       |
| Am Markt 25 (Standort)                                                                                                   | Wohn- und Geschäftshaus                   | Zweigeschossiges Walmdachhaus, wohl von 1528, im Erdgeschoss moderner Ladeneinbau, Erdgeschoss von 1528, durch Überrestaurierung geschädigt. | D-4-78-176-20  | weitere Bilder                       |
| Am Markt 27 (Standort)                                                                                                   | Wohn- und Geschäftshaus                   | Zweigeschossiger Halbwalmdachbau, im Obergeschoss Zierfachwerk, um 1700 | D-4-78-176-22  | weitere Bilder                       |
| Am Markt 30 (Standort)                                                                                                   | Wohn- und Geschäftshaus                   | Zweigeschossiges giebelständiges Satteldachhaus, Fachwerkobergeschoss, bezeichnet „1693“ | D-4-78-176-23  | weitere Bilder                       |
| Am Markt 32 (Standort)                                                                                                   | Wohn- und Geschäftshaus                   | Zweigeschossiger Satteldachbau in Ecklage, Fachwerkobergeschoss, Erdgeschoss um 1600, Zierfachwerk des frühen 18. Jahrhunderts | D-4-78-176-25  | weitere Bilder                       |
| Am Markt 35 (Standort)                                                                                                   | Wohn- und Geschäftshaus                   | Zweigeschossiger traufständiger Satteldachbau in Ecklage, Fachwerk, 17./18. Jahrhundert | D-4-78-176-26  | weitere Bilder                       |
| Am Markt 36 (Standort)                                                                                                   | Wohn- und Geschäftshaus                   | Zweigeschossiges Traufseithaus mit Satteldach, zweite Hälfte 16. Jahrhundert | D-4-78-176-27  | weitere Bilder                       |
| Am Markt 37 (Standort)                                                                                                   | Wohn- und Geschäftshaus                   | Zweigeschossiges Traufseithaus, 17./18. Jahrhundert | D-4-78-176-28  | Wohn- und Geschäftshaus              |
| Am Markt 40 (Standort)                                                                                                   | Ehemalige Brauerei Dietz                  | Zweigeschossiges traufständiges Satteldachhaus, Fachwerkobergeschoss, Hofeinfahrt, bezeichnet „1696“. Die Inschrift auf dem Türsturz lautet: „PETER PERTOLD CASTNER ALHIR BAVET MICH 1696“. Ehemaliges Bräustüberl der Brauerei Dietz, die 1896 gegründet wurde und 1981 den Betrieb einstellte. | D-4-78-176-30  | weitere Bilder                       |
| Am Markt 41 (Standort)                                                                                                   | Wohn- und Geschäftshaus                   | Zweigeschossiges traufständiges Satteldachhaus, verschiefertes Fachwerkobergeschoss, 17./18. Jahrhundert | D-4-78-176-31  | weitere Bilder                       |
| Am Markt 45 (Standort)                                                                                                   | Wohn- und Geschäftshaus                   | Zweigeschossiger Walmdachbau in Ecklage, Fachwerkobergeschoss, bezeichnet „1712“, im Erdgeschoss moderner Ladeneinbau | D-4-78-176-33  | weitere Bilder                       |
| Am Markt 47, Von-Rudhart-Straße 33 (Standort)                                                                            | Wohn- und Geschäftshaus                   | Zweigeschossiger Halbwalmdachbau in Ecklage, verputztes Fachwerkobergeschoss, 17./18. Jahrhundert | D-4-78-176-34  | weitere Bilder                       |
| Blöße, am Hohen Weg (Standort)                                                                                           | Bildstock                                 | Sandstein, Sockel und Aufsatz, 17. Jahrhundert | D-4-78-176-81  | Bildstock                            |
| Burgkunstadter Straße (vor der Stadtmauer) (Standort)                                                                    | Bildstock                                 | Sandstein, Säule mit vierseitigem Aufsatz, 17. Jahrhundert | D-4-78-176-187 | weitere Bilder                       |
| Burgkunstadter Straße 1 (Standort)                                                                                       | Walmdachbau                               | 18./19. Jahrhundert | D-4-78-176-36  | weitere Bilder                       |
| Burgkunstadter Straße 17 (Standort)                                                                                      | Mühle                                     | Südlicher Teil zweigeschossiger Satteldachbau, erste Hälfte 19. Jahrhundert | D-4-78-176-37  | weitere Bilder                       |
| Burgleite, Eichleite, Hopfengarten, Hügelwiese, Fürstenweg, an der Straße nach Geutenreuth, 1 km vom Ortsrand (Standort) | Bildstock                                 | Sandstein, Sockel und Aufsatz des 17. Jahrhunderts | D-4-78-176-77  | weitere Bilder                       |
| Burgweg 8 (Standort) | Kreuzweg zur Kreuzkapelle, erste Station  | Bildstock, Sandstein mit Pfeiler und vierseitigem Aufsatz, 18. Jahrhundert, wohl 1703 | D-4-78-176-43  | weitere Bilder                       |
| Burgweg 8 (Standort) | Kreuzweg zur Kreuzkapelle, zweite Station | Bildstock, Sandstein mit Pfeiler und vierseitigem Aufsatz, 18. Jahrhundert | D-4-78-176-43  | weitere Bilder                       |
| Burgweg 11 (Standort) | Kreuzweg zur Kreuzkapelle, dritte Station | Bildstock, Sandstein mit Pfeiler und vierseitigem Aufsatz, 18. Jahrhundert | D-4-78-176-43  | weitere Bilder                       |
| Burgweg 15 (Standort) | Kreuzweg zur Kreuzkapelle, vierte Station | Bildstock, Sandstein mit Pfeiler und vierseitigem Aufsatz, 18. Jahrhundert | D-4-78-176-43  | weitere Bilder                       |
| Burgweg 15 (Standort) | Kreuzweg, fünfte Station                  | Bildstock, Sandstein mit Pfeiler und vierseitigem Aufsatz, 18. Jahrhundert | D-4-78-176-43  | weitere Bilder                       |
| Burgweg 17 (Standort) | Kreuzweg, sechste Station                 | Bildstock, Sandstein mit Pfeiler und vierseitigem Aufsatz, 18. Jahrhundert | D-4-78-176-43  | weitere Bilder                       |
| Burgweg 21 (Standort) | Kreuzweg, siebte Station                  | Bildstock, Sandstein mit Pfeiler und vierseitigem Aufsatz, 18. Jahrhundert | D-4-78-176-43  | weitere Bilder                       |
| Burgweg 21 (Standort) | Katholische Kreuzkapelle                  | Putzbau mit Sandsteingliederungen und Dachreiter, Chor eingezogen, 1702 wohl von Hans Michael Schrimlinhard, mit Ausstattung | D-4-78-176-43  | weitere Bilder                       |
| Forstäcker, auf dem Geißberg (Standort)                                                                                  | Bildstock                                 | Sandstein, Pfeiler mit zweiseitigem Aufsatz, bezeichnet „P. F. 1703“ | D-4-78-176-76  | Bildstock                            |
| Forstäcker, 1 km nördlich der Stadt an der Krassach (Standort)                                                           | Kreuzstein                                | Sandstein, 16./17. Jahrhundert | D-4-78-176-82  | Kreuzstein                           |
| Giechkröttendorfer Straße (oberhalb der Förstmühle) (Standort)                                                           | Zweijochige Brücke über die Weismain      | Sandsteinquaderbau, bezeichnet mit „1844“ | D-4-78-176-72  | Zweijochige Brücke über die Weismain |
| Hölle 1 (Standort) | Wohnhaus                                  | Zweigeschossiges Eckhaus mit Satteldach, größtenteils verputztes Fachwerkobergeschoss, bezeichnet „1745“ | D-4-78-176-45  | weitere Bilder                       |
| Hölle 6 (Standort) | Ehemaliges Gerberhaus                     | Zweigeschossiger Halbwalmdachbau, im Kern wohl spätmittelalterlich | D-4-78-176-47  | weitere Bilder                       |
| Hölle 10 (Standort) | Wohnhaus                                  | Zweigeschossiger Satteldachbau, um 1800, im Kern wohl 17. Jahrhundert | D-4-78-176-48  | Wohnhaus                             |
| Hollfelder Straße (150 m vor dem Oberen Tor) (Standort)                                                                  | Wegkapelle                                | Sandsteinquaderbau mit Satteldach, 18. Jahrhundert, mit Ausstattung | D-4-78-176-70  | Wegkapelle                           |
| Hollfelder Straße 31 (Standort)                                                                                          | Felsenkeller                              | Sieben Felsenkeller mit sich verzweigenden Stollensystemen, spätmittelalterlich, im 18. und frühen 19. Jh. verändert und erweitert, Zugänge über den ehem., im späten 19. Jh. eingerichteten Biergarten „Lindenkeller“ | D-4-78-176-207 | BW                                   |
| Hollfelder Straße 31 (Standort)                                                                                          | Felsenkeller                              | Sieben Felsenkeller mit sich verzweigenden Stollensystemen, spätmittelalterlich, im 18. und frühen 19. Jh. verändert und erweitert, Zugänge über den ehem., im späten 19. Jh. eingerichteten Biergarten „Lindenkeller“ | D-4-78-176-207 | BW                                   |
| Jahnstraße 6 (Standort)                                                                                                  | Mühle                                     | Zweigeschossiger Walmdachbau, verputztes Fachwerkobergeschoss, frühes 19. Jahrhundert | D-4-78-176-50  | weitere Bilder                       |
| Jahnstraße 16 (Standort)                                                                                                 | Spital                                    | Zweigeschossiger Walmdachbau mit Sandsteingliederungen, 1771 von Maurermeister Friedrich Jungwirth | D-4-78-176-51  | Spital                               |
| Kirchplatz 2 (Standort)                                                                                                  | Katholische Stadtpfarrkirche Sankt Martin | Dreischiffige Halle neu errichtet 1890/91, eingezogener Chor und Turm um 1500, mit Ausstattung | D-4-78-176-52  | weitere Bilder                       |
| Kirchplatz 4 (Standort)                                                                                                  | Schul- und Schwesternhaus                 | Zweigeschossiger zweiflügeliger Walmdachbau, Sandsteingliederungen, Ostflügel 1798, Westflügel 1886 | D-4-78-176-53  | weitere Bilder                       |
| Kirchplatz 5 (Standort)                                                                                                  | Pfarrhaus                                 | Zweigeschossiger Sandsteinquaderbau mit Satteldach, Sandsteingliederungen, 1623 nach Plänen von Giovanni Bonalino, Gartentor mit vier genuteten Sandsteinpfeilern und Kugelbekrönungen | D-4-78-176-54  | weitere Bilder                       |
| Kirchplatz 7, 9, 11, 13 (Standort)                                                                                       | Ehemals Kastenhof                         | Zweigeschossiger zweiflügeliger Putzbau mit Walmdach, Sandsteingliederungen, 1701 nach Plänen von Johann Leonhard Dientzenhofer, 1751/52 nach Plänen von Johann Jakob Michael Küchel erneuert und vollendet, gegen den Kirchhof verputzte Hofmauer, bezeichnet „1704“, an die Hofmauer anschließendes rundbogiges Tor und Fußgängerpforte aus Sandsteinquadern, bezeichnet „1496“ für den Bamberger Fürstbischof Heinrich III. Groß von Trockau (Ahnenprobe: Groß von Trockau, von Lichtenstein, von Redwitz und von Künsberg) und „1565“ für den Bamberger Fürstbischof Veit II. von Würtzburg. Am kurzen Flügel zum Kirchplatz hin Wappen des Bamberger (und Mainzer) Fürstbischofs Lothar Franz von Schönborn. | D-4-78-176-55  | weitere Bilder                       |
| Kolpingplatz 3 (Standort)                                                                                                | Wohnhaus                                  | Zweigeschossiger Walmdachbau, verschiefertes Fachwerkobergeschoss, um 1800 | D-4-78-176-56  | Wohnhaus                             |
| Kolpingplatz 5 (Standort)                                                                                                | Wohnhaus                                  | Verputztes Fachwerkobergeschoss, um 1800 | D-4-78-176-57  | weitere Bilder                       |
| Kolpingplatz 7 (Standort)                                                                                                | Wohnhaus                                  | Zweigeschossiger Walmdachbau, verputztes Fachwerkobergeschoss, um 1800, im Erdgeschoss moderner Ladeneinbau | D-4-78-176-58  | weitere Bilder                       |
| Kolpingplatz 9 (Standort)                                                                                                | Wohnhaus                                  | Zweigeschossiger Walmdachbau, verputztes Fachwerkobergeschoss, um 1800, im Erdgeschoss moderner Ladeneinbau | D-4-78-176-59  | weitere Bilder                       |
| Kolpingplatz 11 (Standort)                                                                                               | Wohnhaus                                  | Zweigeschossiger Walmdachbau, verputztes Fachwerkobergeschoss, um 1800 | D-4-78-176-60  | weitere Bilder                       |
| Krassacher Leite, Lange Äcker, am Weg nach Krassach (Standort)                                                           | Bildstock                                 | Sogenannte Drei-Brüder-Marter, Sandstein, Säule mit ionischem Kapitell, vierseitiger Aufsatz, bezeichnet „1694“ | D-4-78-176-79  | weitere Bilder                       |
| Peunt, am Nordwestabhang des Kalkberges (Standort)                                                                       | Bildstock                                 | Sandstein, Säule mit vierseitigem Aufsatz, 17./18. Jahrhundert | D-4-78-176-80  | Bildstock                            |
| Peunt, am Waldweg zwischen Wohnsig und Erlach (Standort)                                                                 | Grenzstein                                | Sandstein, bezeichnet „1778“ | D-4-78-176-204 | Grenzstein                           |
| Oberes Tor 3 (Standort)                                                                                                  | Kreuzträger                               | Sandstein, bezeichnet „1714“ | D-4-78-176-62  | Kreuzträger                          |
| Staatsstraße 2191, an der Straße nach Burgkunstadt (Standort)                                                            | Bildstock                                 | Sandsteinsäule, Aufsatz verloren, 17. Jahrhundert | D-4-78-176-75  | Bildstock                            |
| Unterer Rothebühl, an der Straße nach Geutenreuth, 2,5 km vom Ortsrand (Standort)                                        | Bildstock                                 | Sandsteinsäule des 19. Jahrhunderts, gusseisernes Kreuz mit Korpus | D-4-78-176-78  | weitere Bilder                       |
| Von-Rudhart-Straße 1 (Standort)                                                                                          | Ehemaliges Amtsgericht                    | Dreigeschossiger zweiflügeliger Bau, Ecklisenen und Fenstergewände, Portalädikula, klassizistisch, um 1870 | D-4-78-176-172 | weitere Bilder                       |
| Von-Rudhart-Straße 11 (Standort)                                                                                         | Ehemaliges Hirtenhaus                     | Zweigeschossiger Fachwerkbau mit Walmdach, wohl noch 18. Jahrhundert | D-4-78-176-64  | weitere Bilder                       |
| Von-Rudhart-Straße 13 (Standort)                                                                                         | Wohnhaus                                  | Zweigeschossiger Walmdachbau, bezeichnet „1778“ | D-4-78-176-65  | weitere Bilder                       |
| Von-Rudhart-Straße 15, 17 (Standort)                                                                                     | Wohnhaus                                  | Zweigeschossiger Walmdachbau, 18. Jahrhundert | D-4-78-176-66  | weitere Bilder                       |
| Von-Rudhart-Straße 21 (Standort)                                                                                         | Wohnhaus                                  | Zweigeschossiger Walmdachbau, Sandsteingliederungen, im Türsturz bezeichnet „1731“, Fassade mit Sandsteingliederungen. Bauherr war vermutlich Johann Reich, der mit seinem Bau an die moderne Barockarchitektur der Hauptstadt Bamberg anknüpfen wollte. | D-4-78-176-67  | weitere Bilder                       |
| Von-Rudhart-Straße 25 (Standort)                                                                                         | Rudharts Klause                           | Zweigeschossiges traufständiges Satteldachhaus, verschiefertes Fachwerkobergeschoss, 17./18. Jahrhundert | D-4-78-176-68  | weitere Bilder                       |
| Von-Rudhart-Straße 29 (Standort)                                                                                         | Wohnhaus                                  | Zweigeschossiges giebelständiges Satteldachhaus, Fachwerkobergeschoss, erste Hälfte 18. Jahrhundert | D-4-78-176-69  | weitere Bilder                       |

### Altendorf
| Lage                    | Objekt                                     | Beschreibung                                                                | Akten-Nr.     | Bild                                       |
| ----------------------- | ------------------------------------------ | --------------------------------------------------------------------------- | ------------- | ------------------------------------------ |
| In Altendorf (Standort) | Katholische Kapelle Heilige Dreifaltigkeit | Fachwerkbau mit Walmdach und Dachreiter, bezeichnet „1811“, mit Ausstattung | D-4-78-176-85 | Katholische Kapelle Heilige Dreifaltigkeit |

### Arnstein
| Lage | Objekt                                    | Beschreibung | Akten-Nr.      | Bild                                      |
| --- | ----------------------------------------- | --- | -------------- | ----------------------------------------- |
| Arnstein 12 (Standort)                                                                                        | Wohnstallhaus                             | Eingeschossig, mit Satteldach, Fachwerkgiebel, 18./19. Jahrhundert | D-4-78-176-88  | Wohnstallhaus                             |
| Arnstein 29 (Standort)                                                                                        | Pfarrhaus                                 | Zweigeschossiger Walmdachbau, genutete Ecklisenen, 18. Jahrhundert | D-4-78-176-89  | Pfarrhaus                                 |
| Arnstein 30 (Standort)                                                                                        | Katholische Pfarrkirche Sankt Nikolaus    | Putzbau mit Sandsteingliederungen, viergeschossiger Turm im Südosten, Saalkirche mit eingezogenem Chor, 1732–1734 nach Plänen der Balthasar-Neumann-Schule, mit Ausstattung | D-4-78-176-86  | weitere Bilder                            |
| Arnstein 32 (Standort)                                                                                        | Wohnstallhaus                             | Zweigeschossig, mit Satteldach (vormals Frackdach) | D-4-78-176-90  | Wohnstallhaus                             |
| In Arnstein, an der Straße nach Bojendorf, bei Haus Nummer 45 (Standort)                                      | Bildstock                                 | Sandstein, Säule mit vierseitigem Aufsatz, um 1700 | D-4-78-176-91  | Bildstock                                 |
| Eichlein, ca. 300 m westlich des Ortes an einem von der Straße nach Bojendorf abzweigendem Feldweg (Standort) | Gusseisernes Kruzifix auf Sandsteinsockel | Wohl 19. Jahrhundert | D-4-78-176-193 | Gusseisernes Kruzifix auf Sandsteinsockel |

### Buckendorf
| Lage                                                                    | Objekt                              | Beschreibung                                                                                           | Akten-Nr.     | Bild           |
| ----------------------------------------------------------------------- | ----------------------------------- | --- | ------------- | -------------- |
| Buckendorf 26 (Standort)                                                | Katholische Kapelle Sankt Sebastian | Verputzter Satteldachbau mit Dachreiter, Chor wohl von 1491, Langhaus 18. Jahrhundert, mit Ausstattung | D-4-78-176-93 | weitere Bilder |
| In Buckendorf, an der Straße nach Stadelhofen (Lkr. Bamberg) (Standort) | Bildstock                           | Sandstein, Säule mit ionischem Kapitell, vierseitiger Aufsatz, um 1700                                 | D-4-78-176-94 | Bildstock      |

### Ehrhardsmühle
| Lage                          | Objekt                         | Beschreibung                                                               | Akten-Nr.      | Bild           |
| ----------------------------- | ------------------------------ | -------------------------------------------------------------------------- | -------------- | -------------- |
| Kleinziegenfeld 46 (Standort) | Katholische Kapelle Maria Hilf | Neugotischer Sandsteinquaderbau mit Dachreiter, 1868–1872, mit Ausstattung | D-4-78-176-109 | weitere Bilder |

### Erlach
| Lage                                                  | Objekt                         | Beschreibung | Akten-Nr.     | Bild                           |
| ----------------------------------------------------- | ------------------------------ | --- | ------------- | ------------------------------ |
| Bölz (Standort)                                       | Katholische Kapelle Maria-Hilf | Verputzter Zentralbau mit offener Säulenvorhalle, Kuppeldach, neubarock, 1906/07 von Fritz Fuchsenberger, mit Ausstattung  | D-4-78-176-97 | Katholische Kapelle Maria-Hilf |
| Erlach 1, 100 m nördlich des Weilers (Standort)       | Bildstock                      | Sandstein, diamantierter Sockel mit Säule, vierseitiger Aufsatz mit flachem pyramidenförmigem Abschluss, bezeichnet „1685“ | D-4-78-176-95 | Bildstock                      |
| Peunt, an der Straße Weismain-Schammendorf (Standort) | Bildstock                      | Sandstein, gebauchter Sockel, Säule, vierseitiger Aufsatz mit Reliefs, 18. Jahrhundert                                     | D-4-78-176-96 | Bildstock                      |

### Geutenreuth
| Lage                                     | Objekt                                | Beschreibung | Akten-Nr.      | Bild           |
| ---------------------------------------- | ------------------------------------- | --- | -------------- | -------------- |
| Geutenreuth 17 (Standort)                | Wohnstallhaus                         | Zweigeschossig, mit Satteldach, Fachwerkobergeschoss, im Erdgeschoss Ecklisenen, bez. 1820 | D-4-78-176-99  | Wohnstallhaus  |
| In Geutenreuth (Standort)                | Katholische Filialkirche Sankt Erhard | Chorturmkirche mit flachgedecktem Langhaus, im Kern 12./13. Jahrhundert, Chor 14. Jahrhundert, Umbau 1742, mit Ausstattung | D-4-78-176-98  | weitere Bilder |
| Saß, 200 m nördlich des Ortes (Standort) | Bildstock                             | Der Sockel und vierseitige Aufsatz stammen von einer Sandsteinmarter, die um 1700 entstand. Am Sockel sind reliefierte Engelsköpfe vorhanden. Der Aufsatz, der mit stichbogigen Gesimsen geschlossen ist, zeigt Reliefs des Erzengels Michael gegen Osten, der Schutzmantelmuttergottes gegen Süden, des heiligen Andreas und weiterer Apostel gegen Westen und der Marienkrönung gegen Norden. | D-4-78-176-100 | Bildstock      |
| Saß, am Weg nach Prügel (Standort)       | Bildstock                             | Die ionische Sandsteinsäule hat am Schaft die Bezeichnung 1714. Am Sockel befinden sich reliefierte Engelsköpfe. Der Aufsatz, der mit stichbogigen Gesimsen geschlossen ist, zeigt Reliefs der Marienkrönung, einer Kreuzgruppe, einen Engelskopf mit Früchtegehängen und den heiligen Antonius von Padua.                                                                                      | D-4-78-176-101 | Bildstock      |

### Giechkröttendorf
| Lage                           | Objekt  | Beschreibung | Akten-Nr.      | Bild    |
| ------------------------------ | ------- | --- | -------------- | ------- |
| Giechkröttendorf 25 (Standort) | Schloss | Dreigeschossiger Mansarddachbau mit Treppen- und Eckturm, Sandsteingliederungen, 1571/1576 über älterem Kern, Parkanlage mit Einfriedung | D-4-78-176-102 | Schloss |

### Görau
| Lage                                            | Objekt    | Beschreibung                                                        | Akten-Nr.      | Bild      |
| ----------------------------------------------- | --------- | ------------------------------------------------------------------- | -------------- | --------- |
| Görau 39, an der Straße nach Niesten (Standort) | Bildstock | Sandstein, Säule, vierseitiger Aufsatz mit Reliefs, 17. Jahrhundert | D-4-78-176-103 | Bildstock |

### Großziegenfeld
| Lage | Objekt                                   | Beschreibung | Akten-Nr.      | Bild                                     |
| --- | ---------------------------------------- | --- | -------------- | ---------------------------------------- |
| Berg (Standort) | Einbogige Sandsteinbrücke                | Um 1800, neben der Ortsverbindungsstraße Großziegenfeld – Arnstein                                                 | D-4-78-176-179 | Einbogige Sandsteinbrücke                |
| Großziegenfeld 32, am westlichen Ortsrand (Standort)                                                                                         | Sandsteinfigur Heiliger Johannes Nepomuk | Sockel aus Kalkstein, drittes Viertel 18. Jahrhundert                                                              | D-4-78-176-104 | Sandsteinfigur Heiliger Johannes Nepomuk |
| In Großziegenfeld, gegenüber der Ortskapelle (Standort)                                                                                      | Brunnen, sogenannter Marienbrunnen       | Rechteckiger Brunnentrog mit Brunnensäule, Bekrönung durch Marienstatue, Gusseisen, bezeichnet „1871“              | D-4-78-176-195 | Brunnen, sogenannter Marienbrunnen       |
| Am Ortsrand westlich in der Flur; Von Mährenhüll nach Schederndorf, von der GV-Straße Mährenhüll-Großziegenfeld nach Schederndorf (Standort) | Bildstock                                | Sandstein, vierseitiger Aufsatz mit Dreifaltigkeit, um 1730 von Johann Georg Burckhart, Säulenschaft wohl erneuert | D-4-71-209-15  | BW                                       |

### Herbstmühle
| Lage                    | Objekt                        | Beschreibung                                                                                    | Akten-Nr.      | Bild           |
| ----------------------- | ----------------------------- | ----------------------------------------------------------------------------------------------- | -------------- | -------------- |
| Neudorf 36 (Standort)   | Mühle, sogenannte Herbstmühle | Zweigeschossiges Wohnstallhaus mit Walmdach, Fachwerkobergeschoss, erste Hälfte 19. Jahrhundert | D-4-78-176-106 | weitere Bilder |
| Langer Grund (Standort) | Wegkapelle                    | Verputzter Sandsteinquaderbau mit Satteldach, 18./19. Jahrhundert                               | D-4-78-176-107 | Wegkapelle     |

### Kaspauer
| Lage                                                    | Objekt                          | Beschreibung                                                                                      | Akten-Nr.      | Bild                            |
| ------------------------------------------------------- | ------------------------------- | ------------------------------------------------------------------------------------------------- | -------------- | ------------------------------- |
| In Kaspauer (Standort)                                  | Katholische Kapelle Sankt Georg | Putzbau mit abgewalmten Satteldach, Dachreiter, 1936 nach Plänen von Werner Ruff, mit Ausstattung | D-4-78-176-108 | Katholische Kapelle Sankt Georg |
| Leite, am Weg von Siedamsdorf nach Kordigast (Standort) | Kruzifix                        | Mit Assistenzfiguren, Gusseisen auf Sandsteinsockel, bezeichnet „1903“                            | D-4-78-176-206 | Kruzifix                        |

### Kleinziegenfeld
| Lage                                                 | Objekt                          | Beschreibung | Akten-Nr.      | Bild           |
| ---------------------------------------------------- | ------------------------------- | --- | -------------- | -------------- |
| Kleinziegenfeld 4 (Standort)                         | Mühle, sogenannte Stoffelsmühle | Zweigeschossiges Krüppelwalmdachhaus, verputztes Fachwerkobergeschoss, wohl 16. Jahrhundert                     | D-4-78-176-167 | weitere Bilder |
| Kleinziegenfeld 38 (Standort)                        | Schloss, ehemaliges Jägerhaus   | Zweiflügeliger Putzbau zu zwei Geschossen mit Walm- und Satteldach, Sandsteingliederungen, wohl 16. Jahrhundert | D-4-78-176-110 | weitere Bilder |
| Kleinziegenfeld 38, südlich des Schlosses (Standort) | Rest eines Mauerturmes          | 15./16. Jahrhundert                                                                                             | D-4-78-176-110 | weitere Bilder |
| Kleinziegenfeld 56 (Standort)                        | Ökonomiegebäude                 | Zweigeschossiger Halbwalmdachbau, Fachwerkgiebel, rundbogiges Hoftor, 17. Jahrhundert                           | D-4-78-176-110 | BW             |
| Kleinziegenfeld 56 (Standort)                        | Hoftor                          | Rundbogig, 17. Jahrhundert                                                                                      | D-4-78-176-110 | weitere Bilder |

### Krassach
| Lage                   | Objekt                                          | Beschreibung | Akten-Nr.      | Bild           |
| ---------------------- | ----------------------------------------------- | --- | -------------- | -------------- |
| In Krassach (Standort) | Katholische Kapelle zur Heiligen Dreifaltigkeit | 1938 im Auftrag von Heinrich Müller DJC errichtet. Sie ist oktogonal mit ausgeschiedenem Chor, Dachreiter und verfügt über mehrere runde, mit Glasmalereien geschmückte Fenster, die von verschiedenen Dorfbewohnern gestiftet wurden. 1996/97 wurde durch den Kapellenbauverein Krassach eine umfangreiche Sanierung der Kapelle im Inneren und Äußeren durchgeführt. Das Dach wurde zuletzt 2012 neu eingedeckt. | D-4-78-176-112 | weitere Bilder |

### Krassacher Mühle
| Lage                          | Objekt                             | Beschreibung                                                               | Akten-Nr.      | Bild           |
| ----------------------------- | ---------------------------------- | -------------------------------------------------------------------------- | -------------- | -------------- |
| Krassacher Mühle 1 (Standort) | Mühle, sogenannte Krassacher Mühle | Zweigeschossiger Satteldachbau, Fachwerk, bezeichnet „1799“                | D-4-78-176-113 | weitere Bilder |
| Krassacher Mühle 1 (Standort) | Kruzifix                           | Sandsteinsäule, erste Hälfte 19. Jahrhundert, darauf neueres Eisenkruzifix | D-4-78-176-114 | Kruzifix       |

### Mainecker Forst (West)
| Lage                                                                                  | Objekt           | Beschreibung                    | Akten-Nr.      | Bild             |
| ------------------------------------------------------------------------------------- | ---------------- | ------------------------------- | -------------- | ---------------- |
| Unterer Rothebühl, an der Straße nach Geuthenreuth, 2 km von der Ortsmitte (Standort) | Zwei Kreuzsteine | Sandstein, wohl 16. Jahrhundert | D-4-78-176-186 | Zwei Kreuzsteine |
| Unterer Rothebühl, an der Straße nach Geutenreuth, 2,5 km vom Ortsrand (Standort)     | Steinkreuz       | Sandstein, wohl mittelalterlich | D-4-78-176-185 | Steinkreuz       |

### Modschiedel
| Lage                                                                 | Objekt                                        | Beschreibung | Akten-Nr.      | Bild                                  |
| -------------------------------------------------------------------- | --------------------------------------------- | --- | -------------- | ------------------------------------- |
| Aasanger, Durch den Aasanger, ca. 1 km westlich des Ortes (Standort) | Bildstock                                     | Sandstein, Säule, vierseitiger Aufsatz mit giebelförmigen Abschlüssen, bezeichnet „1662“ | D-4-78-176-121 | Bildstock                             |
| Kreisstraße LIF 12, ca. 1 km südlich des Ortes (Standort)            | Kreuzstein                                    | Sandsteinplatte mit Kreuzrelief und der Gravur „1534“ auf der Rückseite. Vermutlich stammt der Stein, der viele Jahrhunderte an der Schenk von Stauffschen Marter lehnte, bereits aus der Zeit vor 1419, als er das erste Mal erwähnt wurde. Es liegt nahe, dass er bereits im 13. Jahrhundert als Geleitsmarter benutzt wurde.                                                         | D-4-78-176-122 | Kreuzstein                            |
| Kreisstraße LIF 12, ca. 1 km südlich des Ortes (Standort)            | Wegkreuz                                      | Sandsteinkreuz mit Korpus im Viernageltypus, Kalkstein, auf rechteckigem Inschriftenpostament mit geschweiftem Aufsatz mit Putto, Sandstein, bez. 1918 | D-4-78-176-216 | Wegkreuz                              |
| Kreisstraße LIF 12, ca. 1 km südlich des Ortes (Standort)            | Bildstock                                     | Sandstein, Säule mit zweiseitigem Aufsatz, bezeichnet „1693“. Auf Veranlassung des Bamberger Fürstbischofs Marquard Sebastian Schenk von Stauffenberg errichtet. Die Vorderseite zeigt das Relief eines Kruzifixes; die Rückseite den heiligen Otto von Bamberg. Die Säule ersetzte vermutlich eine ältere, stark verwitterte, und stammt wahrscheinlich von einem Bamberger Steinmetz. | D-4-78-176-120 | Bildstock                             |
| In Modschiedel (Standort)                                            | Katholische Pfarrkirche St. Johannes Baptista | Eingezogener Chor, Chorturm, Langhaus mit zweigeschossiger Empore, Langhaus im Kern spätmittelalterlich, Chor und Turm von 1494 bis 1508, Erweiterung nach Westen 1936 von Ludwig Fuchsenberger, mit Ausstattung | D-4-78-176-115 | weitere Bilder                        |
| In Modschiedel (Standort)                                            | Kirchhofsbefestigung                          | Spätmittelalterlich, mit südlichem Portal von 1752 | D-4-78-176-115 | Kirchhofsbefestigung                  |
| Modschiedel 1 (Standort)                                             | Pfarrhaus                                     | Zweigeschossiger Walmdachbau, Obergeschoss verschiefert, 18. Jahrhundert | D-4-78-176-117 | Pfarrhaus                             |
| Modschiedel 30 1/2 (Standort)                                        | Wohnhaus                                      | Eingeschossiges Fachwerkhaus mit Satteldach, 18. Jahrhundert | D-4-78-176-118 | Wohnhaus                              |
| In Modschiedel (Standort)                                            | Vierseitiger Aufsatz eines Bildstocks         | Sandstein, geschaffen um 1600. Die Seiten zeigen die Reliefs eines Kruzifixes, der Schmerzhaften Muttergottes und des Heiligen Johannes, jeweils mit giebelförmigem Abschluss. | D-4-78-176-119 | Vierseitiger Aufsatz eines Bildstocks |
| Sträßlein (Standort)                                                 | Fekdkreuz                                     | Feldkreuz, syn. Flurkreuz; Feldkreuz, Sandsteinstele mit gusseisernem Kruzifix, bez. 1909. | D-4-78-176-208 | BW                                    |

### Mosenberg
| Lage                                                    | Objekt                           | Beschreibung | Akten-Nr.      | Bild                             |
| ------------------------------------------------------- | -------------------------------- | --- | -------------- | -------------------------------- |
| In Mosenberg, zwischen Haus Nummer 8 und 14 (Standort)  | Brunnen                          | Rechteckiger Brunnentrog mit Brunnensäule, Gusseisen, bezeichnet „1895“ | D-4-78-176-203 | Brunnen                          |
| In Mosenberg (Standort)                                 | Ausstattung des 18. Jahrhunderts | In katholischer Kapelle von 1961 | D-4-78-176-123 | Ausstattung des 18. Jahrhunderts |
| In Mosenberg, gegenüber Haus Nummer 8 (Standort)        | Bildstock                        | Bei der Marter handelt es sich um eine Sandsteinsäule aus dem 18. Jahrhundert. Der Sockel ist mit Heiligenfiguren geschmückt, darunter der Heilige Laurentius von Rom. Am Schaft ist die Inschrift „GOTT ALEIN SEY DIE EHR“ eingelassen. Die Südseite der Bekrönung der Säule stellt eine Kreuzigungsgruppe dar, die Ostseite die Heilige Dreifaltigkeit. An der Nordseite befindet sich eine Immaculata-Darstellung der Heiligen Barbara mit dem Heiligen Joseph und die Westseite zeigt Johannes den Täufer mit den Apostelfürsten Peter und Paul. | D-4-78-176-125 | Bildstock                        |
| Kalter Grund, an der Straße nach Frankenberg (Standort) | Bildstock                        | Sandstein, Säule mit vierseitigem Aufsatz, 17./18. Jahrhundert. Der Sockel ist mit Engelsköpfen verziert. | D-4-78-176-126 | Bildstock                        |

### Neudorf
| Lage                                                                          | Objekt                                                                                | Beschreibung | Akten-Nr.      | Bild           |
| ----------------------------------------------------------------------------- | ------------------------------------------------------------------------------------- | --- | -------------- | -------------- |
| Hummerer, südwestlich der Kirche (Standort)                                   | Bildstock                                                                             | Sandstein, Säule mit vierseitigem Aufsatz, bezeichnet „1703“ | D-4-78-176-129 | Bildstock      |
| Hummerer, Von Krassach nach Görau, Weingarten, am Weg nach Niesten (Standort) | Bildstock                                                                             | Sandstein, Pfeiler mit dachförmig geschlossenem Aufsatz, bekrönendes Eisenkreuz, spätes 19. Jahrhundert | D-4-78-176-130 | Bildstock      |
| Kühbaum (Standort)                                                            | Pfeilerbildstock                                                                      | Sockel, Pfeiler und Aufsatz aus Sandstein, im Aufsatz vermutlich Darstellung des Heiligen Georg sowie der Dreifaltigkeit, im Pfeiler Kreuzdarstellungen mit fränkischem Kamm, im Sockel figürliche Darstellungen, Pfeiler vermutlich eine spätere Ergänzung bzw. Erneuerung, frühes 18. Jahrhundert | D-4-78-176-180 | weitere Bilder |
| Neudorf 17 (Standort)                                                         | Gasthaus                                                                              | Zweigeschossiges Wohnstallhaus mit Satteldach, Fachwerkobergeschoss, Giebel verschiefert, erste Hälfte 19. Jahrhundert | D-4-78-176-127 | Gasthaus       |
| Neudorf, vor Nr. 17 (Standort)                                                | Holzkruzifix                                                                          | 19. Jahrhundert | D-4-78-176-127 | Holzkruzifix   |
| Neudorf 37 (Standort)                                                         | Katholische Filialkirche St. Johannes Baptista, Wallfahrtskirche zum heiligen Clemens | Flachgedecktes Langhaus mit eingezogenem Chor, Sandsteinquaderbau mit fünfgeschossigem Turm, 1734 von Johann Vogel, mit Ausstattung | D-4-78-176-128 | weitere Bilder |
| Neudorf 37 (Standort)                                                         | Friedhofsmauer                                                                        | Sandstein, wohl 18. Jahrhundert | D-4-78-176-128 | Friedhofsmauer |

### Niesten
| Lage                                  | Objekt                              | Beschreibung | Akten-Nr.      | Bild                                |
| ------------------------------------- | ----------------------------------- | --- | -------------- | ----------------------------------- |
| Niesten 2 (Standort)                  | Mühle, sogenannte Niestener Mühle   | Zweigeschossiger Walmdachbau mit Fachwerkobergeschoss, 17. Jahrhundert, Brunnen                                                                              | D-4-78-176-131 | Mühle, sogenannte Niestener Mühle   |
| Petersäcker, bei der Mühle (Standort) | Katholische Wegkapelle              | Wegkapelle, Putzbau mit Satteldach, 19. Jahrhundert, mit Ausstattung                                                                                         | D-4-78-176-132 | Katholische Wegkapelle              |
| Petersäcker (Standort)                | Bildstock                           | Bildstock, syn. Bildsäule, syn. Bildhäuschen, syn. Ehrensäule; Sockel und vierseitiger Aufsatz eines Bildstocks, Sandstein, wohl 18. Jh.; bei der Wegkapelle | D-4-78-176-201 | weitere Bilder                      |
| In Niesten (Standort)                 | Katholische Ortskapelle Sankt Josef | Putzbau mit Satteldach und Dachreiter, Fenstern und Tür in neugotischen Formen, Anfang 20. Jahrhundert, mit Ausstattung                                      | D-4-78-176-202 | Katholische Ortskapelle Sankt Josef |

### Oberloch
| Lage                                       | Objekt    | Beschreibung                                                            | Akten-Nr.      | Bild           |
| ------------------------------------------ | --------- | ----------------------------------------------------------------------- | -------------- | -------------- |
| Kulm, 200 m südlich des Weilers (Standort) | Bildstock | Sandstein, Pfeiler, vierseitiger Aufsatz mit Reliefs, bezeichnet „1715“ | D-4-78-176-133 | weitere Bilder |

### Schammendorf
| Lage                                        | Objekt                                 | Beschreibung                                                                                               | Akten-Nr.      | Bild                                   |
| ------------------------------------------- | -------------------------------------- | --- | -------------- | -------------------------------------- |
| Au, westlich des Ortes (Standort)           | Fischbruthaus                          | Sockel aus Sandsteinquadern, darüber Ziegel, Satteldach, um 1900                                           | D-4-78-176-169 | Fischbruthaus                          |
| In Schammendorf (Standort)                  | Katholische Kapelle St. Michael        | Rechteckiger Fachwerkbau mit Zeltdach, Dachreiter, Anfang 19. Jahrhundert, mit Ausstattung                 | D-4-78-176-134 | Katholische Kapelle St. Michael        |
| In Schammendorf, beim Spielplatz (Standort) | Bildstock                              | Sandstein, Pfeiler mit rundbogig geschlossenem Aufsatz, bezeichnet „1761“                                  | D-4-78-176-205 | Bildstock                              |
| Schammendorf 5 (Standort)                   | Mühle, sogenannte Schammendorfer Mühle | Zweigeschossiger Satteldachbau mit Fachwerkobergeschoss, Giebel verschiefert, bezeichnet „1733“ und „1799“ | D-4-78-176-135 | Mühle, sogenannte Schammendorfer Mühle |
| Schammendorf 15 (Standort)                  | Ehemaliges Gasthaus                    | Zweigeschossiger Walmdachbau, Obergeschoss teilweise verschiefert, frühes 19. Jahrhundert                  | D-4-78-176-136 | Ehemaliges Gasthaus                    |
| Schammendorf, bei Nr. 15 (Standort)         | Bildstock                              | Sandstein, ionische Säule, dreiseitiger Aufsatz mit Reliefs, bezeichnet „1694“                             | D-4-78-176-137 | Bildstock                              |
| Schammendorf, bei Nr 15 (Standort)          | Bildstock                              | Sandstein, Pfeiler mit ionischem Kapitell, vierseitiger Aufsatz mit Reliefs, bezeichnet „1741“             | D-4-78-176-138 | Bildstock                              |

### Schwarzmühle
| Lage                                              | Objekt                         | Beschreibung                                                                            | Akten-Nr.      | Bild           |
| ------------------------------------------------- | ------------------------------ | --------------------------------------------------------------------------------------- | -------------- | -------------- |
| Gründlein, an der Straße nach Weismain (Standort) | Bildstock                      | Sandstein, Säule, vierseitiger Aufsatz mit geschwungenen Bekrönungen, bezeichnet „1700“ | D-4-78-176-140 | Bildstock      |
| Kleinziegenfeld 3 (Standort)                      | Mühle, sogenannte Schwarzmühle | Eingeschossiger Satteldachbau mit Zierfachwerkgiebel, bezeichnet „1728“                 | D-4-78-176-139 | weitere Bilder |

### Seubersdorf
| Lage                                                           | Objekt                            | Beschreibung | Akten-Nr.      | Bild                              |
| -------------------------------------------------------------- | --------------------------------- | --- | -------------- | --------------------------------- |
| In Seubersdorf (Standort)                                      | Katholische Kapelle Sankt Michael | Saalbau, Dach und Giebelreiter verschiefert, 1958/59 von Werner Ruff (Lichtenfels), mit Ausstattung des Vorgängerbaus von 1880 | D-4-78-176-141 | Katholische Kapelle Sankt Michael |
| Seubersdorfer Teich, an der Straße nach Modschiedel (Standort) | Bildstock                         | Rundbogig geschlossener Sandsteinpfeiler, 19. Jahrhundert                                                                      | D-4-78-176-142 | Bildstock                         |

### Siedamsdorf
| Lage                      | Objekt                                  | Beschreibung | Akten-Nr.      | Bild                                    |
| ------------------------- | --------------------------------------- | --- | -------------- | --------------------------------------- |
| Siedamsdorf 1 (Standort)  | Wohnstallhaus                           | Eingeschossig, mit abgewalmten Frackdach, herabgeschleppter Teil des Daches in der Art eines Mansarddaches gebrochen, Fachwerk, teilweise massiv, 1. Hälfte 19. Jahrhundert | D-4-78-176-143 | Wohnstallhaus                           |
| In Siedamsdorf (Standort) | Katholische Kapelle zur Kreuzauffindung | Putzbau mit Satteldach, Dachreiter, Ecklisenen, frühes 19. Jahrhundert | D-4-78-176-145 | Katholische Kapelle zur Kreuzauffindung |

### Wallersberg
| Lage | Objekt                                        | Beschreibung | Akten-Nr.      | Bild                          |
| --- | --------------------------------------------- | --- | -------------- | ----------------------------- |
| Geierleite, Wallersberg 14, Wallersberg 16, Wallersberg 17 (Standort)                                                | Trichtersperre LIF 0025                       | Vorbereiteter Straßensprengschacht für den Verteidigungsfall, drei im Abstand von 20 Metern angeordnete Sprengschächte mit Kreuzdeckel, zugehörig Kabelrohr zum Hang mit Abschlusskasten    | D-4-78-176-182 | Trichtersperre LIF 0025       |
| Kapellflur, nordöstlich der Wallfahrtskapelle (Standort)                                                             | Bildstock                                     | Sandstein, Säule, vierseitiger Aufsatz mit geschwungenen Giebeln, 17. Jahrhundert | D-4-78-176-148 | Bildstock                     |
| Maiselholz; Teich; von Frankenberg nach Mosenberg in der Flur Frankenberg; von Mosenberg nach Frankenberg (Standort) | Wegkreuz                                      | Eisenkreuz mit Kruzifix auf Inschriftenpostament, Sandstein, um 1900 | D-4-78-176-211 | BW                            |
| Rauhenstein (Standort)                                                                                               | Wegkreuz                                      | Eisenkreuz auf Inschriftenpostament, Sandstein, bez. 1926 | D-4-78-176-210 | BW                            |
| Wallersberg 13 (Standort)                                                                                            | Hausfigur Heiliger Laurentius                 | Frühes 16. Jahrhundert | D-4-78-176-147 | Hausfigur Heiliger Laurentius |
| Wallersberg 17½ (Standort)                                                                                           | Katholische Wallfahrtskapelle Sankt Katharina | Saal mit eingezogenem, gerade geschlossenem Chor, verputzter Satteldachbau mit Dachreiter, im Kern 14. Jahrhundert, um 1700 erneuert, Vorbau aus Sandsteinquadern von 1913, mit Ausstattung | D-4-78-176-146 | weitere Bilder                |

### Waßmannsmühle
| Lage                       | Objekt                          | Beschreibung                                                               | Akten-Nr.      | Bild                            |
| -------------------------- | ------------------------------- | -------------------------------------------------------------------------- | -------------- | ------------------------------- |
| Waßmannsmühle 1 (Standort) | Mühle, sogenannte Waßmannsmühle | Zweigeschossiger Walmdachbau, Fachwerkobergeschoss, spätes 18. Jahrhundert | D-4-78-176-149 | Mühle, sogenannte Waßmannsmühle |

### Weiden
| Lage                                                                               | Objekt                                 | Beschreibung | Akten-Nr.               | Bild           |
| ---------------------------------------------------------------------------------- | -------------------------------------- | --- | ----------------------- | -------------- |
| Bug, 400 m östlich des Ortes am alten Kirchweg nach Modschiedel (Standort)         | Bildstock                              | Kalksteinsäule, Sockel und vierseitiger Aufsatz aus Sandstein, um 1700                                                                                  | D-4-78-176-153          | Bildstock      |
| Hundslochweg, Rechts am Marterweg, an der Straße nach Kleinziegenfeld (Standort)   | Bildstock                              | Korinthisierende Sandsteinsäule, vierseitiger Aufsatz mit Reliefs, um 1700                                                                              | D-4-78-176-154          | Bildstock      |
| Goßnerberg, Von Weiden nach Modschiedel, an der Straße nach Modschiedel (Standort) | Feldkreuz                              | Zwischen zwei Linden, Kalkstein, bezeichnet „1919“ Schräg gegenüber runder Brunnenschacht, Kalkstein, 19. Jahrhundert                                   | D-4-78-176-170          | Feldkreuz      |
| Weiden 21 (Standort)                                                               | Wohnstallhaus                          | Zweigeschossig, mit Satteldach, Fachwerkobergeschoss, Erdgeschoss aus Kalksteinquadern, bezeichnet „1845“                                               | D-4-78-176-150          | Wohnstallhaus  |
| Weiden 44 (Standort)                                                               | Katholische Filialkirche Sankt Andreas | Chorturmkirche, Turmuntergeschoss 12./13. Jahrhundert, Chorgewölbe spätmittelalterlich, Langhaus 18. Jahrhundert mit Umbauten von 1838, mit Ausstattung | D-4-78-176-151 Wikidata | weitere Bilder |
| Weiden 44 (Standort)                                                               | Friedhofsmauer                         | Mit Tor, Kalkstein, 18. Jahrhundert | D-4-78-176-151          | Friedhofsmauer |

### Weihersmühle
| Lage                                       | Objekt                         | Beschreibung | Akten-Nr.      | Bild           |
| ------------------------------------------ | ------------------------------ | --- | -------------- | -------------- |
| Weihersmühle 1 (Standort)                  | Mühle, sogenannte Weihersmühle | Zweigeschossiger Satteldachbau, Fachwerkobergeschoss, wohl noch 17. Jahrhundert                                     | D-4-78-176-155 | weitere Bilder |
| Weihersmühle 2, In Weihersmühle (Standort) | Gasthof                        | Zweigeschossiger Walmdachbau, teilweise verputztes und verschiefertes Fachwerkobergeschoss, 1798, über älterem Kern | D-4-78-176-156 | Gasthof        |
| Weihersmühle 2, In Weihersmühle (Standort) | Mühlhaus                       | Zugehörig, mit Mühlrad                                                                                              | D-4-78-176-156 | Mühlhaus       |

### Wohnsig
| Lage                                                      | Objekt     | Beschreibung                                                                      | Akten-Nr.      | Bild       |
| --------------------------------------------------------- | ---------- | --------------------------------------------------------------------------------- | -------------- | ---------- |
| Steintal, an der Straße nach Weismain (Standort)          | Wegkapelle | Sandsteinquaderbau mit abgewalmten Satteldach, bezeichnet „1853“, mit Ausstattung | D-4-78-176-157 | Wegkapelle |
| Weismainer Gasse, ca. 500 m nördlich des Ortes (Standort) | Grenzstein | Sandstein, 1760                                                                   | D-4-78-176-160 | Grenzstein |
| Weismainer Gasse, ca. 500 m nördlich des Ortes (Standort) | Bildstock  | Sandstein, Säule mit vierseitigem Aufsatz, 17./18. Jahrhundert                    | D-4-78-176-158 | Bildstock  |

### Wunkendorf
| Lage | Objekt                           | Beschreibung                                                                            | Akten-Nr.      | Bild                             |
| --- | -------------------------------- | --------------------------------------------------------------------------------------- | -------------- | -------------------------------- |
| Hinteres Pöhlein, Von Modschiedel nach Weismain in der Flur Wunkendorf, an der alten Straße nach Modschiedel (Standort) | Bildstock                        | Sandstein, Säule, vierseitiger Aufsatz mit Reliefs, 17./18. Jahrhundert                 | D-4-78-176-164 | Bildstock                        |
| Vorderes Pöhlein, am südlichen Ortsrand (Standort)                                                                      | Bildstock, sogenannte Weismarter | Toskanische Sandsteinsäule, vierseitiger Aufsatz, bezeichnet „1662“                     | D-4-78-176-163 | Bildstock, sogenannte Weismarter |
| Wunkendorf 15 (Standort)                                                                                                | Wohnstallhaus                    | Zweigeschossig, mit Halbwalmdach, Fachwerkobergeschoss, zweites Viertel 19. Jahrhundert | D-4-78-176-161 | Wohnstallhaus                    |

## Ehemalige Baudenkmäler
In diesem Abschnitt sind Objekte aufgeführt, die früher einmal in der Denkmalliste eingetragen waren, jetzt aber nicht mehr. Objekte, die in anderem Zusammenhang – also z. B. als Teil eines Baudenkmals – weiter eingetragen sind, sollen hier nicht aufgeführt werden. Aktennummern in diesem Abschnitt sind ehemalige, jetzt nicht mehr gültige Aktennummern.

| Lage                                                     | Objekt               | Beschreibung | Akten-Nr.      | Bild           |
| -------------------------------------------------------- | -------------------- | --- | -------------- | -------------- |
| Weismain Am Markt 14 (Standort)                          | Bäckerzeichen        | 1694 | D-4-78-176-11  | BW             |
| Weismain Badegasse 1 (Standort)                          | Walmdachbau          | Erste Hälfte 19. Jahrhundert | D-4-78-176-35  | BW             |
| Weismain Hölle 5 (Standort)                              | Ehemalige Stadtmühle | Südlicher Teil Satteldachbau mit Fachwerkgiebel, 18. Jahrhundert über älterem Kern; nördlicher Teil Walmdachbau, zweite Hälfte 18. Jahrhundert | D-4-78-176-46  | BW             |
| Weismain Kastanienweg (bei Nr. 5) ()                     | Gedenkstein          | Sandsteinpfeiler, 1732 | D-4-78-176-74  |                |
| Weismain Oberes Tor 11 (Standort)                        | Halbwalmdachbau      | Wohl 18. Jahrhundert | D-4-78-176-63  | BW             |
| Weismain Von-Rudhart-Straße 3 (Standort)                 | Wohnhaus             | Zweigeschossig, mit verschiefertem Obergeschoss und steilem Halbwalmdach, im Kern spätmittelalterlich                                          | D-4-78-176-166 | BW             |
| Mosenberg Mosenberg 8 (Standort)                         | Wohnstallbau         | Mit Frackdach, Fachwerk teilweise 18. Jahrhundert                                                                                              | D-4-78-176-124 | BW             |
| Niesten nordöstlich oberhalb des Ortes (Standort)        | Burgruine Niesten    | Mit Wallanlagen und Mauerresten, 12.–16 Jahrhundert; als Bodendenkmal D-4-5933-0136 geführt                                                    | D-4-78-176-168 | weitere Bilder |
| Weiden 100 m nordöstlich der Kirche ()                   | Marter               | Sockel und Aufsatz, um 1700 | D-4-78-176-152 |                |
| Wohnsig Tipptal, ca. 700 m nördlich des Ortes (Standort) | Bildstock            | Holzsäule, 17./18. Jahrhundert | D-4-78-176-159 | Bildstock      |

## Abgegangene Baudenkmäler
In diesem Abschnitt sind Objekte aufgeführt, die früher einmal in der Denkmalliste eingetragen waren, jetzt aber nicht mehr existieren, z. B. weil sie abgebrochen wurden. Aktennummern in diesem Abschnitt sind ehemalige, jetzt nicht mehr gültige Aktennummern.

| Lage                                            | Objekt                     | Beschreibung | Akten-Nr.      | Bild                       |
| ----------------------------------------------- | -------------------------- | --- | -------------- | -------------------------- |
| Weismain Am Markt 28 (Standort)                 | Senfthaus                  | 1590er-Jahre; 1973 abgebrochen |                | BW                         |
| Altendorf Höhe nördlich des Ortes, Kulm ()      | Zwei Flurdenkmale          | Bildstock, Sandstein, vierteilig, datiert „1865“ Flurkreuz mit Assistenzfiguren, Gusseisen auf Sandsteinsockel, datiert „1909“, nach Beschädigung 2011 wieder errichtet | D-4-78-176-178 |                            |
| Großziegenfeld An der Straße nach Mährenhüll () | Bildstock                  | Sandstein, Säule, Aufsatz mit tiefer Nische, bezeichnet „1807“ | D-4-78-176-105 |                            |
| Wallersberg Wallersberg 5 (Standort)            | Ehemaliger Brauereigasthof | Zweigeschossiger Satteldachbau, teilverschiefert, um 1800, 1907 verändert                                                                                               | D-4-78-176-171 | Ehemaliger Brauereigasthof |
| Wunkendorf Wunkendorf 18 (Standort)             | Wohnstallhaus              | Eingeschossig, mit Satteldach, Fachwerk, 18. Jahrhundert | D-4-78-176-162 | BW                         |